# Doliops cuellari
Doliops cuellari es una especie de escarabajo del género Doliops, familia Cerambycidae. Fue descrita científicamente por Vives en 2012.
Habita en Filipinas. Los machos y las hembras miden aproximadamente 17 mm. El período de vuelo de esta especie ocurre en todos los meses del año excepto en julio.